# California roll
El California roll (カリフォルニアロール; Kariforuniarooru) es un maki-sushi, una clase de sushi, en ocasiones realizado de adentro hacia afuera uramaki (arroz por fuera y los ingredientes dentro), conteniendo pepino, palito de cangrejo, huevas de gambas, mayonesa y aguacate. En ciertas veces, se sustituye el palito de cangrejo por ensalada de cangrejo, y a veces fuera de la capa de arroz (uramaki) y rebozado con semillas de sésamo o tobiko. 
Otras preparaciones incluyen zanahoria en el lugar del pepino o nori. En Filipinas, se agrega una rodaja de mango.
El California roll ha sido influenciado por la popularidad global, inspirado en la cocina fusión creado por chefs y usando productos no tradicionales en la creación de los sushis, sino usando productos de la región de California.

## Historia

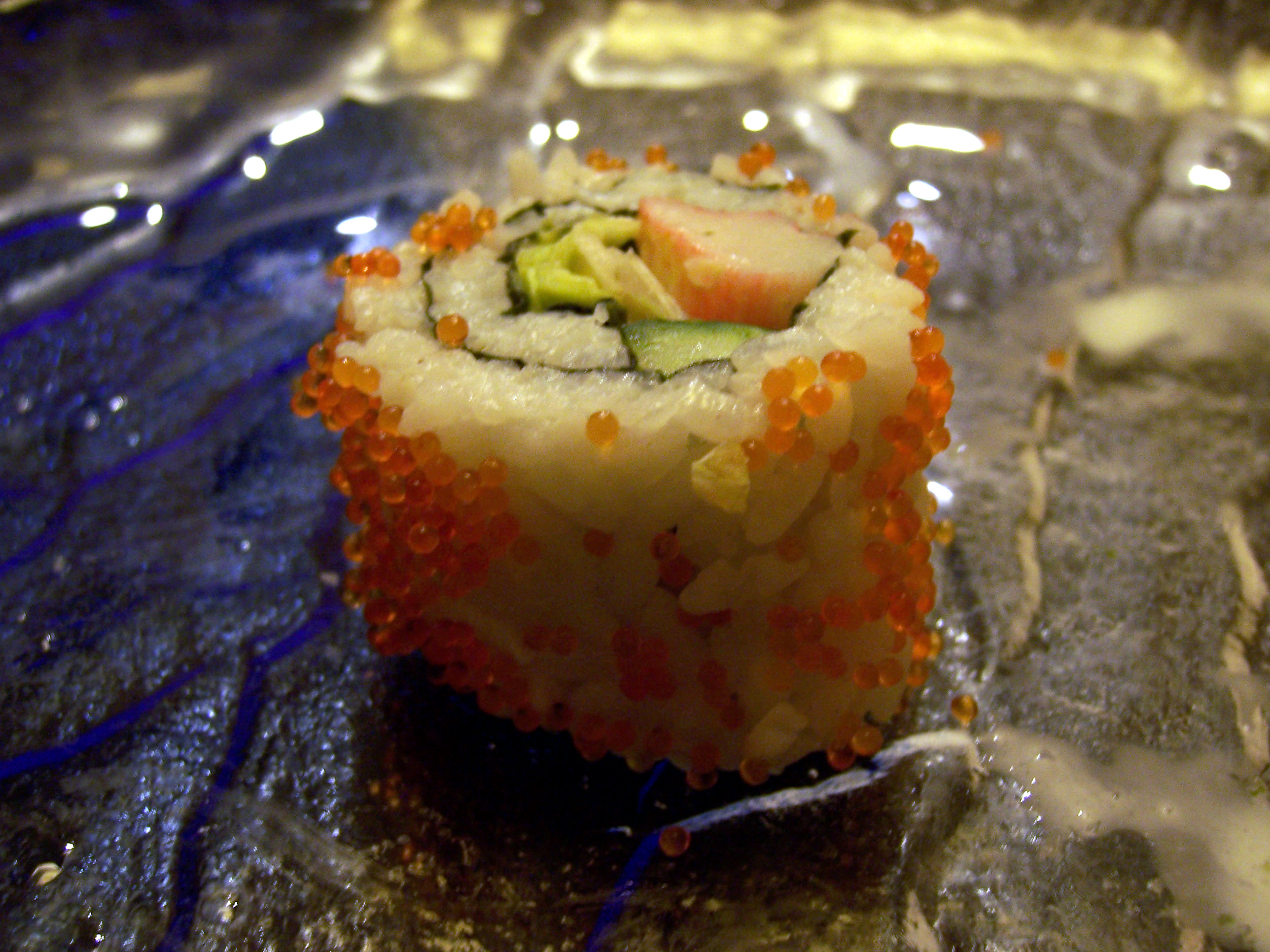
California roll servido en Shanghái, China. Preparado con tobiko.

- La identidad del creador del California roll se disputó, con los chefs Hidekazu Tojo de Vancouver y Ichiro Mashita de Los Ángeles reclamando crédito.

- No se conocía como California Roll en sus comienzos, después de "California Roll" ha sido nombrado en la década de 1980 que se produjo en los Estados Unidos y Japón son otros.